# フェロモンズ
フェロモンズは、DDTプロレスリングで結成されたユニットである。モットーは『自由』、『最後の文科系（プロレス）』、『どの会場でも全力ファイトで戦う』

## 概要
ラグビーで鍛えた体とスーパーヘビー級の体格を持ち両国国技館でデビュー戦と期待されながらも度重なる怪我でベルト戦線に絡めなかった飯野をブレイクさせようと男色ディーノがプロデュースする形で結成されたタッグチーム。スタンス的にはバカヒールに加え、飯野にKO-D無差別級選手権を挑戦させる手段としてカード編成等の権力を握ろうと一日社長や副社長など社会的地位を要求する極悪経営者・フロントを目指そうとしていた。

## チームの特徴
入場前に「Ladies and gentlemen！Welcome to ○○（会場名）！」と挨拶し口上を述べた後「It's time！ It's "sexy" show time！」と叫び入場コールが終わると「○人揃って、せーの『フェロモンズ！』」とリング中央で見栄を切る。試合中、飯野が張り手やキックで刺激を受け興奮するとコスチュームを脱ぎ始めOバック姿になり、品性下劣な合体技を繰り出し飯野の尻を写そうとしたり相手のタイツ、コスチュームを脱がそうとして今林GMが止めに入りノーコンテストになり今林、高木三四郎、平田一喜、彰人、赤井沙希らが合体技の犠牲になり退場時には技が効いた振りをして体を屈んで自分達の尻を客に押し付けながら帰っていくのが定番の展開だった。彼らの動きに下記の様にMAOは歓迎的で大和ヒロシやゴージャス松野は一緒にコスチュームを脱ぎＴバックやＯバック姿になるなど同調する一方で火野裕士は気持ち悪いと拒絶反応を示し数秒で交代しては時に会場を逃げ出して試合放棄。同じヒールであってもDAMNATION T.Aとは試合数は少ないものの佐々木大輔がカンパーナで今林を飯野の尻につけたり、Oバックをハサミで切ろうとして3人を慌てさせあげく試合後に自分達を棚に上げて団体の秩序を守るため今林の敵討ちを宣言し権力に擦り寄ろうとしていた。

## 歴史
2021年
- 8月1日 新宿FACE大会で、男色ディーノと飯野雄貴がリングに現れ、タッグチームとして本格始動することを宣言した。[1]
- 8月23日 AbemaTowersでのDDTの記者会見に現れたディーノと飯野が、「チーム名が『フェロモンズ』に決定。ディーノは男色“ダンディ”ディーノに、飯野は飯野“セクシー”雄貴に改名した」と発表。同時に、KO-Dタッグ王座への挑戦を表明した。[2]
- 8月29日 仙台PIT大会での、ディーノ＆飯野＆平田一喜 vs 高尾蒼馬＆火野裕士＆大和ヒロシ戦で、フェロモンズとしての初試合を行った。[3]
- 9月4日 名古屋国際会議場イベントホール大会での試合後、ディーノが第三のメンバー加入を示唆した。[4]
- 9月12日 福岡・西鉄ホール大会での、KO-Dタッグ選手権試合で竹下幸之介＆勝俣瞬馬組に挑み、敗退。[5]
- 9月16日 浅草花劇場大会での、ディーノ＆飯野 vs 高木三四郎＆渡瀬瑞基戦の最中に、映像班として撮影していた今成夢人が突如リングイン。試合に介入し、無効試合に。そして、今成“ファンタスティック”夢人として加入する事を宣言した。[6]
- 9月18日 横浜ラジアントホール大会での、ディーノ＆飯野＆今成のユニットとしての初試合後、KO-D6人タッグ王座決定戦への挑戦を表明。[7]
- 10月21日 動画配信サービス「WRESTLE UNIVERSE」で、初の冠番組「フェロモンチャンネル #0」（MC：加藤憲）の生配信を行った。
- 10月31日 東京ドーム大会（無観客配信）でのガントレット8人タッグマッチに出場、体験入店の遠藤“ヘラクレス”哲哉を含む4人編成で、特別ルール“レッスルボール”でThe37KAMIINAと対戦するも敗れる。[8]
- 11月3日 大田区総合体育館大会で、高木三四郎＆青木真也＆岡田佑介組を退け、KO-D6人タッグ王座戴冠を果たした。[9]
- 12月12日 新宿FACE大会でのDDT EXTREME選手権試合（ノーセコンドルール）で、今成が青木真也に挑むも敗れる。[10]
- 12月18日 名古屋国際会議場イベントホール大会で、クロニタ軍団（大仁田厚＆高木三四郎＆クロちゃん組）との電流爆破デスマッチを制し、初防衛に成功。[11]
- 12月26日 国立代々木競技場 第二体育館大会でのKO-D6人タッグ選手権試合で、青木真也＆堀田祐美子＆スーパー・ササダンゴ・マシン組の挑戦を退け、二度目の防衛に成功。[12]
- 12月31日 「輝く!日本インディー大賞 2021」のベストユニット賞を受賞。[13]

2022年
- 1月30日 後楽園ホール大会より開幕した、Ultimate Tag League 2022に飯野＆今成組が出場[注釈 1][14]（～2月27日）。2ブロック全10チームによるリーグ戦で、Bブロック 2勝2敗 2位タイに終わる。[15]
- 2月2日 週刊プロレス（2月16日号）に、雑誌では初となる特集記事「フェロモンズとは、何か？」が5ページに渡って掲載された。[16]
- 2月11日 両国KFCホールでの、3月20日 両国国技館大会でのLiLiCo プロレス引退試合についての記者会見に、その試合の対戦相手となるフェロモンズの三人が乱入[17]。その後もフェロモンズは、引退試合でタッグを組むLiLiCo＆小田井涼平（純烈）夫妻と彰人の公開特訓に乱入し[18]、更に買い物帰りのLiLiCo＆小田井を街中で襲撃した。[19] [注釈 2]
- 2月14日 新宿FACE大会でのDDT EXTREME選手権試合（トルコレスリングルール）で、飯野が青木真也に勝利し、王座を奪取。[20]
- 2月22日 千葉2AWスクエア大会でのDAMNATION T.AとのUltimate Tag League公式戦の試合中、飯野と佐々木大輔がリング下に潜り込んでの乱闘中に佐々木がOバックを強奪し全裸に。今林GMが試合を強制的に中断しOバックを履かせようとしている所をカメラが近づいてしまいyoutube生配信中に飯野の股間が映る事態となってしまった。
- 3月12日 大阪・すみのえ舞昆ホール大会での、ディーノ＆飯野 vs 高木三四郎＆アントーニオ本多戦に、帰国中の中澤マイケルが乱入。20日の両国国技館大会で対戦する高木を襲撃し、無効試合に。詰め寄るフェロモンズにマイケルは、20日の対社長（高木三四郎）&副社長（彰人）での利害の一致を主張すると、ディーノもそれを認め、同盟を結んだ。[21]
- 3月20日 両国国技館大会にて、LiLiCo＆小田井涼平＆彰人 with 純烈 vs ディーノ＆飯野＆今成が行われた。セクシーシーソーを食らわされたLiLiCoが、その直後に逆セクシーシーソーでディーノの顔をLiLiCoの股間にぶち当てるなどの攻防の末、ディーノが膝十字固めでLiLiCoからギブアップを奪った。[22]
- 3月27日 後楽園ホール大会でのDDT EXTREME選手権試合（ハードコアOバックラダーマッチ）で飯野が勝俣瞬馬と対戦、勝俣は共に所属していた「ALL-OUT」のTシャツを着て入場するも意に介さずクラッチホールドで初防衛に成功。[23]
- 4月10日 後楽園ホール大会でのKO-D6人タッグ選手権試合で、DAMNATION T.A.（佐々木大輔＆藤田ミノル＆MJポー組）に敗れ、王座から陥落した。[24]
- 5月1日 横浜武道館大会にて、これまで度々、フェロモンズの暴走行為を止めるために試合に介入し、無効試合としてきた、今林久弥GMとの抗争に決着をつけるべく、ディーノ＆飯野＆今成 vs 今林＆AKIRA＆マッスル坂井による、”フェロモンズvs今林GM最終決着戦”が行われ、ディーノが今林に敗れる。[25]以後、今林の介入は殆ど無くなった。
- 5月11日 新宿FACE大会で、CyberFight Festival 2022の対戦カードでフェロモンズとタッグを組まされた事に難色を示した彰人が、高木三四郎から次期社長ポストと自身の五十肩の悪化が進んでいるとの説得に折れ、「フェロモンズと組んで一員と信じ込ませ、壊滅させる」と表明した。[26]
- 5月22日 後楽園ホール大会で、フェロモンズ入りを目論む彰人に対し、加入のための通過儀礼としてエクスカリバーチャレンジ[注釈 3]が行われるも失敗した。[27]
以後、5月23日の生配信[28]・26日の記者会見[29]でも彰人は挑戦したが、いずれも失敗に終わる。
- 5月31日 週刊プロレスmobileにてコラム連載「虎ケツに入らずんば虎子を得ず」がスタート。[30]
- 6月1日 後楽園ホール大会で、高木の態度に業を煮やした彰人が裏切り、自らの意思でフェロモンズに加入する事を宣言し、最後のエクスカリバーチャレンジの挑戦中に、CyberFight Festival 2022で対戦するケンドー・カシンらが乱入。一悶着あった後、ディーノは彰人の加入を認め、フェロモンネームを「西垣”コーチン”彰人」と命名した。[31]
また、同日のDDT EXTREME選手権試合（セクシームービースタールール）で、飯野がAKIRAに勝利し、同王座のV2に成功した。[31]
- 6月12日 さいたまスーパーアリーナにて開催されたCyberFight Festival 2022で、ディーノ＆飯野＆今成＆彰人 vs 高木三四郎＆ケンドー・カシン＆青木真也＆堀田祐美子が行われ、彰人がチキン勃つた固めで高木からギブアップ勝ちを収め、西垣”コーチン”彰人としての初戦を勝利で飾った。[32]
- 6月25日 横浜ラジアントホール大会で、飯野がベルトを保持するDDT EXTREME選手権試合の次回挑戦者として彰人が名乗り挙げ、ディーノが「フェロモンズ内で挑戦するのは御法度」と諭すも、彰人は「このEXTREMEのベルトを一番愛してます。挑戦するためなら抜けても構わない」と返答したため、他のメンバーからTバックを剥がされるなどの制裁を受け、フェロモンズから離脱した。[33]
- 7月16日 愛知・日本ガイシスポーツプラザ第3競技場大会での、飯野＆ディーノ＆今成 vs 彰人（特別レフェリー：高木三四郎）によるDDT EXTREME選手権試合（3vs1ハンディキャップルール）で、彰人がディーノにフォール勝ちし、飯野はベルトを失った。[34]
- 7月24日 後楽園ホール大会で赤覆面をかぶった「謎の白ブリーフ男」が試合に乱入、フェロモンズの新メンバーとして発表された。
- 8月14日 後楽園ホール大会にて白ブリーフ男が覆面を自ら脱ぎ外し、正体が竹田光珠（666）と判明した。フェロモンネームは「竹田"シャイニングボール"光珠」。
- 10月23日 後楽園ホール大会で"フェロモンズvs高木軍完全決着戦FINAL～解散コントラ1日社長！2vs5ハンディキャップマッチ"として、飯野＆ディーノ with 今成 vs 高木三四郎＆大鷲透＆大石真翔＆アントーニオ本多＆彰人が行われ助けに来たと思われた今林GMの造反により勝利し、1日社長の権利を得た。
試合後、高木はフェロモンズ討伐卒業を宣言し、討伐隊長に『自称：フェロモンズ研究家』彰人を任命した。
また、DDT UNIVERSAL選手権試合では、竹田が上野勇希に挑むも敗れた。[35]
- 10月27日 CyberFightの1日社長に飯野が就任し、業務を執り行った。この模様はTwitterで逐一報告され[36]、11月2日にはYouTubeでも配信された。また、CyberFight社員でDDT部外者の丸藤正道は朝の朝礼であまりのくだらなさに呆れていた。
- 12月29日 TOKYO DOME CITY HALL大会で "フェロモンズvs“都＆区”フェロモンズ討伐連合軍～解散&愛犬コントラ一日体験入店" として、飯野＆ディーノ＆今成＆竹田 vs 彰人＆西村修（文京区議）＆川松真一朗（東京都議）＆勝俣瞬馬が行われた。
彰人率いる討伐連合軍が勝利すればフェロモンズ解散とディーノの愛犬・ハク＆飯野の愛犬・リリーが飼い主から引き離され勝俣が1カ月可愛がることとなる中での試合だったが[37]、フェロモンズが勝利し、フォールを取られた勝俣がフェロモンズに一日体験入店することとなった。[38]
- この頃になるとフェロモンズはDDTユニットの中でも「The37KAMIINA」をも越えるダントツの人気を誇り関連グッズは即完売、会場は無料試合や地方会場でもフェロモニアンを示す両の親指を人差し指と中指で挟み小指を高く突き上げる（自称：フェロモン中和）ポーズをする人も少なからず登場した。そんなフェロモニアン達による支持の追い風に乗り、試合に勝ったら試合会場の中学校名を市立フェロモン中学（通称：フェロ中）に改名しろと強要、福岡と熊本をフェロモンタウンと勝手に命名、インターネットサイン会で椅子に生尻で直接座り、後で誰がその椅子に座るかのゲームをする、ジャーナリズムを盾に区の広報誌に試合の様子を載せろと要求するなどやりたい放題だった。なお、22年のKING OF DDTトーナメント、21年、22年のD王 GRAND PRIXにフェロモンズは誰もエントリーされず前座で若手と大鷲、彰人、赤井、平田、アントン、髙木といったフェロモンズ討伐隊（バラエティ班）との抗争に明け暮れた。

2023年
- 1月13日 新宿FACE大会での、“フェロモンズ一日体験入店マッチ” に勝俣"ちゅんま"瞬馬が参戦した。[39]
- 1月29日 後楽園ホール大会でのKO-D6人タッグ選手権試合で、飯野＆ディーノ＆竹田がBURNING（遠藤哲哉＆鈴木鼓太郎＆岡田佑介組）に挑み、敗退。[40]
- 2月11日 横浜ラジアントホール大会で大鷲＆アントンのダークマッチが何故か開場前日から時間無制限一本勝負（アントンによると途中食事休憩、キャンプファイヤーがあったそうである。）で行われており開始前のチェキ会に間に合わず、急遽一緒にチェキを撮る大石真翔が乱入し試合中のディーノ、飯野（の尻）とその場でチェキを撮る事になった。最後は飯野がアントンからギブアップ勝ち。試合時間は30時間3分40秒だった。
- 3月21日 後楽園ホール大会でのKO-D無差別級選手権の試合後に、フェロモンズがリングを占拠し、ディーノが「次期挑戦者は飯野」と主張した。これに対し王者の火野裕士（Ω）は「オマエが前みたいなマジメなスタイルでかかってくるんやったら、やったってもいい」と返答するも、Ωのチームメイトの大石真翔は拒絶。今林GMはフェロモンズの要求を“保留”とした。[41]
- 3月24日 新宿FACE大会で、火野への挑戦権をかけた“WHC（ワールド・ヒノ・クラシック）”の開幕戦が行われ、飯野＆ディーノが大石真翔＆バンビを突破し、試合後バンビが挑戦者に相応しいと認め決勝進出となった。[42]
- 4月3日 CyberFight新入社員入社式に飯野と今成が乱入。一日社長を務めた時に発表したセクシー理念を新入社員に暗唱させた。
- 4月9日 後楽園ホール大会で、“WHC”の決勝として、飯野＆ディーノ＆今成 vs 火野＆大石＆“brother”YASSHIが行われ、飯野が勝利した。
試合後、飯野がセクシーを封印するという条件のもとで火野が次期挑戦を受諾し、大石は選手権試合までの各地の大会において飯野がセクシーを出さないか監視する"セクシージャッジマン"として帯同する事を宣言した。[43]
- 5月3日 横浜武道館大会で、飯野"not セクシー"雄貴 vs 火野裕士によるKO-D無差別級選手権試合が行われた。
セクシーを封印し、ストロングスタイルの象徴である黒のショートタイツで臨んだ飯野だったが、試合途中でコスチュームチェンジし、スーパーセクシーに進化。フェロモンズの他のメンバーも試合に介入するなどやりたい放題の中、下述のように一言も発さない小橋建太に忖度したか最終的にはストロングスタイルの正当な試合に戻り火野に敗れた。[44]
- 6月18日 サッポロ・イーワン・スタジアム大会、髙木が久々に討伐隊に参加し坂口征夫と組んで激突。尻に刺したペットボトルを蹴り上げられて飯野が途中退場し、しばらくすると極小Ｏバックで再び登場。興奮のあまりTバックを下げようとして再び股間が写る事態となった。
- 7月23日の両国と8月20日の大阪エディオンアリーナでフェロモンハウスなるハプニングハウスイベントを開催。内容の口外、SNSにup禁止で中で何が起きたかは不明だが1時間半でフェロモニアンを100人近く集めクレーム０の成功を収める。
- 9月2日 伊豆ぐらんぱる公園での路上プロレスにおいて、東京女子プロレスの上福ゆきが「上福“プリティー”ゆき」としてフェロモンズ（飯野・ディーノ）に助っ人として参加。
- 9月9日 大田区総合体育館大会で、“フェロモンズvs討伐隊最終完全決着戦！スペシャルシングルマッチ～解散コントラ副社長”として、飯野 with ディーノ vs 彰人が行われた。
彰人が勝利すればフェロモンズ解散、飯野が勝利すれば彰人がCyberFightの副社長を辞任、という試合だったが、彰人が勝利し、解散が決定した。
試合後、彰人は「オマエらがいろんなことをやりすぎたせいで、DDTのリング、お客さんの心にフェロモンが染みついちまってるんだ。だからフェロモンの浄化作業に入る。1カ月程度、オマエらの終活期間として、オマエらのフェロモンの要素を取り除いてやる」と語り、10月4日 新宿FACE大会にて正式に解散となった[45]。後日、彰人はマイクでディーノに「会社命令で討伐隊隊長をやらされフェロモンズという大事な物を奪ってしまった罪悪感があった一方、ディーノが飯野の引き立て役に回っていたのが歯がゆかった。」と涙ながらに告白した。
- 9月24日、フェロモンズ最後となった後楽園ホール大会（飯野&ディーノ vs 平田一喜&土井成樹 vs 彰人&アントーニオ本多）では過去多くの被害を被った平田・アントンが造反しフェロモンズに一日加入。
- 10月4日、新宿FACE大会のメインイベント・飯野&ディーノ&今成vs彰人&上野勇希&MAO&小嶋斗偉を以て解散。当初竹田も参加する8人タッグマッチの予定だったがふくらはぎ負傷でセコンドに回り、3vs4ハンディキャップマッチとして行われた。試合は遠藤"ヘラクレス"哲哉の乱入やMAOによる松井幸則レフェリーらへの失神の末今林GMにより無効試合となった。試合後飯野は「まだ灰になれねえな。やり足りねえよ」と今林を呼び込みシングル戦を要求。今林のSTFを切り返し飯野がSTP（ステップオーバー・トーホールド・ウィズ・フェロモン）で沈め、飯野の「辛いことがあれば、フェロモンズを思い出せ」の言葉と竹田のショートタイツ、ディーノの帽子、今成のビデオカメラ、そして飯野のOバックをリングに残し退場していった。
- 10月5日午前０時に公式YouTubeで弁護士同席の上、欠席の竹田を除くフェロモンズ裁判を生配信した[46]。最終的に飯野や今成へセクシー強要を行っていたとしてディーノが有罪となり今成は責任を取ってサイバーファイト退社。[注釈 4]飯野はセクシー抜きと称し一ヶ月の間医療機関にて回復プログラムをこなす（リハビリや同じフェロモン常用者と被害を語り合うなどDARCに似た回復プログラムをこなす施設らしい。）、ディーノは社名変更として元の男色ディーノに戻す事に処された。

2024年
- 5月5日の後楽園ホール大会に新日本プロレスのエル・デスペラードが来場し、ディーノに対し「怒られそうな事を全力でやり続けたのはかっこいい」「メインで最初にフェロモンズ対HOUSE OF TORTUREを考えていた」と自らの主催興行『DESPE-invitacional』へ招待。タッグパートナーをディーノに一任する形で招待状を2通渡した。
- 6月10日の『DESPE-invitacional』において、リングに一人で上ったディーノは「フェロモンズはもういない。だが、フェロモンズごっこならできるんじゃない？　さあ、デスぺちゃん…遊びましょ？[注釈 5]」とデスペラードをパートナーに指名。「エル"エクソティコ"デスペラード」に仕立て上げ「フェロモンズごっこ」として外道・ディック東郷組と戦った。

2025年
- 1月24日DDT公式Youtube内の動画『阿鼻叫喚！これがフェロモンズと今林GM、闘争の歴史今林GMの受難10連発』（1273万回再生）がセンシティブな映像とYoutube運営から収益化が停止、1月31日を以て全てのフェロモンズ関連動画の削除が決定した。これを受けて1.26のDDT EXTREME選手権試合後のディーノの前に飯野が挑戦者として現れ3.20の同選手権に今林GM立会いを条件に両者のタイトルマッチが決定した。
- 2月23日後楽園ホール大会に前哨戦としてディーノ＆竹田組対飯野＆今成組が組まれていたが飯野が眼窩底骨折で欠場し代わりにスーパー・ササダンゴ・マシンが登場した試合では竹田が主役のパラレルワールド『劇場版フェロモンズ GQanuuuuuuX』として登場した。

## メンバー
- 男色“ダンディ”ディーノ（結成 - ） キャッチフレーズ：薔薇色ダンディ[47]
- 飯野“セクシー”雄貴（結成 - ） キャッチフレーズ：スーパーセクシーガイ[47]
- 今成“ファンタスティック”夢人（2021年9月16日 - ） キャッチフレーズ：令和最初のエロ事師[47]
- 竹田"シャイニングボール"光珠（2022年8月14日 - ） キャッチフレーズ：光り輝くタマ[48]

※飯野“セクシー”雄貴と飯野雄貴、今成“ファンタスティック”夢人と今成夢人は同一人物ではなく、フェロモン注入による別人格の設定とされている。（中継の中で今成自身は“ファンタスティック”の人気に嫉妬している、飯野のコスチュームを着た平田一喜がセクシーエルボーを繰り出そうとした所「それは飯野“セクシー”雄貴さん！」と突っこんだ。）

## 元メンバー
- 西垣“コーチン”彰人（2022年6月1日 - 2022年6月25日離脱）

## 体験入店（※スポット参戦）
- 遠藤“ヘラクレス”哲哉（2021年10月31日、2023年10月4日）
- 勝俣“ちゅんま”瞬馬（2023年1月13日）
- 上福“プリティー”ゆき（2023年9月2日）[49]
- アントーニオ“FOXY”本多（2023年9月24日）[50]
- 平田“マグナム”一喜（2023年9月24日）[50]
- 正田壮史（男色“ダンディ”ディーノとして）（2024年4月21日）
- 瑠希也(飯野“セクシー”雄貴として)（同）
- エル“エクソティコ”デスペラード（2024年6月10日）

## ユニットに関わる獲得タイトル
DDT EXTREME王座
第53代王者：飯野“セクシー”雄貴
KO-D6人タッグ王座
第44代王者：男色“ダンディ”ディーノ＆飯野“セクシー”雄貴＆今成“ファンタスティック”夢人

## 得意技
下記に挙げる技の殆どは連携技である。
- セクシーシーソー

フェロモンズが最も多用した技。飯野が四つんばいになった体型で相手の顔を股間の下に置き足を掴んだディーノが倒れ膝を支点としたてこの原理で飯野の股間に押し付ける。中盤からは飯野がWARスペシャルで相手を押さえつけるのが定着した。応用技で脚立や足場板に乗せて連続で打ち付ける千葉会場限定技「東京セクシーランド」がある。これをX (ソーシャル・ネットワーキング・サービス)にポストした所世界中から反響が来た。
- セクシーピーラー

隣同士互いに腕を組み相手の頭に尻をつけ回る技。ディーノいわく「技を受けると顔中のリンパ腺が刺激され肌の艶がよくなり、化粧のノリが良くなる」「(技を受けた)赤井沙希はむしろ感謝して欲しい。」
- セクシートレイン

相手をキャリーカートに乗せ四つんばいになっている飯野の股間へ押し付ける。技の由来は「ロングホーン・トレイン」のパロディ。
- フェロモン組体操

ディーノと飯野の尻の間に相手の顔を埋めて一転倒立で立たせて今成が倒立補助を務める。2022年の5･1横浜大会に向け特訓をしていた今林GMがフェロモンズに襲撃されている事に気づかずトレーニングとしていつのまにかフェロモン組体操を受けていた。
- ダブルヒップ

ディーノと飯野を重ねた地獄門。これに一人重ねた「トリプルヒップ」、戦意喪失の一人を加えた四人体制になり相手の顔を上下にこすり付ける「セクシーバーガー」がある。
- セクシーホール

ダブルヒップの体制となった二人の尻へ今成が相手の顔を埋める。犠牲になった赤井沙希はブラックホールに吸い込まれ技を解除されるまで頭を回転させていた。これをyoutubeショート動画にアップした所「規定に反する」と削除された。
- フェロモンデスドロップ

相手を担ぎ上げまんぐりかえしの体制になっている飯野の尻へ顔を落とす技。派生技として尻に何回も顔をつける「セクシー餅つきpart.2」がある。
- ビッグセクシーマウンテン

くの字体制の飯野の尻と四つんばいになったディーノの尻を「人」の字形になるように重ねその重なった部分へ相手の顔を落とす。
- アースキス

飯野の尻に顔を埋めたディーノのリップロック。
- フェロモンの裁き

座った状態の相手の顔へ体を反転した飯野がディーノの足を押し車の形で掴みお互いの尻を両方から押し付ける拷問技。
- セクシーロケット

コーナーポストにまたがった飯野の尻へ担ぎ上げた相手の頭を勢いよく当てる技。
- セクシーエクササイズ

コーナーにまたがった飯野の尻へディーノが顔を押し付け、反動で返ってきた所を足で跳ね返す。派生技に飯野がかにバサミを開閉しながら会場の映像演出を使ったフィーバーCRセクシーがある。
- フェロモンロール

戦意喪失した相手の顔を飯野の股間に挟みディーノがパンツ（タイツ）に手を掛け半回転する毎に下にずらして脱がし、最後にサポーターを脱がし陰部を晒そうとする最凶技。
- フェロモンマジック

飯野の股間へバスタオルやバスロールをまきつけ、5秒以内にＯバックを取る。成功率が低くバスタオルの隙間からよく股間が見えている。
- セクシー進化論

ディーノがうつぶせの相手の足を掴み四つんばい、竹田が頭を足で挟み股間で顔を押さえつける。その横で飯野が進化論の真似をしながら一枚ずつコスを脱いでいく。今成いわく「けつあな確定」。
- エレクトリーガルパレード

飯野が上、ディーノが下で足を絡めた状態でコーナーに跨り相手の顔を股間で挟み込む。
- 特大放屁

地獄門になった体制で今成が二酸化炭素ガス（通称：フェロモン）を噴射する技。
- セクシーインベーダー

飯野がトップロープを掴みセカンドロープを渡り歩く。中央に来たところで相手の顔めがけてヒップドロップ。下にディーノがまんぐり返しになって頭を挟み飯野が何度も尻を叩きつける「セクシー餅つき（Part.1）」がある。
- フェロモンイリュージョン

三人がトライアングルになり素早く動き相手をかく乱させた所に3人のスティンクフェイスを敢行する。大鷲透の相撲イリュージョンに対抗して出した技。
- ANAL

カートに飯野を乗せ二酸化炭素ガスを発射し対角線コーナーの相手の顔めがけて飛ばし尻を付ける。一部の会場では「セクシートレイン」として使用していた。
- セクシーフィットネス

飯野の股間が顔に当たるような形でライオンプッシュアップをする。さらに股間に着けたファスナーを開いてOバックをさらけ出した形の「セクシーフィットネスエボリューション」がある。
- エビ固め

初期に飯野が使っていた技。股間と生尻を顔面に押し付けられてフォールの体勢に入って3カウントを取る前に相手がギブアップをしてしまう。

## 入場曲
ディミトリーランド（オリジナル曲／フェロモンズ以前も飯野の入場曲として使用）

## エピソード
- 2021年8月1日 タッグチーム始動宣言の際、チーム名の候補として、飯野の名前から字を取り「ウィル・雄プレイ」「雄の魔法使い」「雄アカデミー」を挙げるも、いずれも今林久弥GMから却下された[1]。
- フェロモンズ結成後、飯野は「Oh…」「セクシー…」等のフェロモン語を話すようになったため、記者会見[51]やインタビュー[52]ではディーノが通訳を務めている。[注釈 6]
- フェロモンズの悪行にはDDTの運営自体にも悪影響を及ぼし、LiLiCoの引退記者会見は今林GMが言うには「めざましどようび」の取材が入っていたがフェロモンズのせいでニュース自体カットされたほか、youtubeから再三注意を受けいつアカウントを削除されてもおかしくない状況だった、試合会場主から今度やったら以後の会場使用禁止、DDT出入り禁止を通告され、コロナ自粛中に動画投稿された飯野の「みんなでセクシーエクササイズ」には会員から「あんなインストラクターのいるジム[注釈 7]には行きたくない」とクレームが出て削除された。火野とのKO-D無差別級選手権では立会人として来場した小橋建太がセクシー封印を真に受け、スーパーセクシーに不快感を示し試合中、押し黙り実況席は小橋には何もコメントを求められない状況に陥った。
- フェロモンズのファンについて「フェロモニアン」と呼称していた。SKE48（当時）の谷真理佳はしばしばWRESTLE UNIVERSEでのゲスト解説にてフェロモンズ愛を語っている。そのほかレギュラーゲスト解説の稲田徹もフェロモニアンを自称し、ゲスト解説は皆フェロモンズに対して友好的だった。
- MAOは正式なメンバーでないものの「一般的なフェロモンズ信者」を自称しており[53]、対戦機会がある際タッグパートナー（主に所属ユニットのThe37KAMIINA）を裏切りフェロモンズに寝返る、解散後もビアガーデンプロレスで泥酔し音響スイッチを奪いディミトリーランドを流して再びフェロモンズを呼び起こす等フェロモンズをリスペクトする行動を起こすことがしばしば見られた。